# غاي تاليس
غاي تاليس (بالإنجليزية: Gay Talese) (من مواليد 7 فبراير 1932) كاتب ومراسل صحفي أمريكي في مجلة نيويورك تايمز ومجلة ايسكواير خلال الستينات، ساعد تاليس في تعريف الصحافة الأدبية. أكثر مقالات تاليس شهرة هي عن جو ديماجيو وفرانك سيناترا.

## روابط خارجية
- الموقع الرسمي
- غاي تاليس في قاعدة بيانات الأفلام على الإنترنت
- "Gay Talese", Big Think
- Talese مرات الظهور على سي-سبان
- Katie Roiphe (Summer 2009). "Gay Talese, The Art of Nonfiction No. 2". The Paris Review. مؤرشف من الأصل في 2016-07-23.
- "Gay Talese talks with David L. Ulin". The Los Angeles Times. 15 أكتوبر 2010. مؤرشف من الأصل في 2016-10-09.
- "Gay Talese Reads from Thy Neighbor's Wife" نسخة محفوظة 14 يونيو 2011 على موقع واي باك مشين., Vanity Fair, April 14, 2009
- "Gay Talese: 'Sinatra Has a Cold'", NPR, September 9, 2003
- غاي تاليس على موقع IMDb (الإنجليزية)
- غاي تاليس على موقع الموسوعة البريطانية (الإنجليزية)
- غاي تاليس على موقع إن إن دي بي (الإنجليزية)
- غاي تاليس على موقع قاعدة بيانات الفيلم (الإنجليزية)